# Obús autopropulsado M109
El M109 es un obús autopropulsado estadounidense de 155 mm, introducido a inicios de la década de 1960. Fue actualizado varias veces hasta llegar a la versión actual M109A6 Paladin, que es utilizado solamente por el ejército de Estados Unidos. La serie M109 es el arma occidental para apoyo con fuego indirecto más habitual de las brigadas de maniobra de las divisiones de infantería blindadas y mecanizadas.[cita requerida]
La tripulación de los M109 consiste en un jefe de sección, el conductor, tres artilleros que preparan la munición, cargan y disparan el arma, y otros dos artilleros que apuntan el cañón; de ellos el artillero apunta el cañón a derecha o izquierda (deriva) y el artillero auxiliar apunta el cañón hacia arriba y hacia abajo (elevación). El M109A6 Paladin necesita solamente un artillero y dos cargadores, en una tripulación total de seis.[cita requerida]
El Ejército británico reemplazó sus M109 con el AS-90. Varios ejércitos europeos han reemplazado o están reemplazando sus viejos M109 con el PzH 2000 alemán, que lo supera en muchos aspectos. Las mejoras del M109 han sido introducidas por EE. UU. (véase las variantes abajo) y Suiza (KAWEST). Con la cancelación del Crusader, el Paladin seguirá siendo el principal obús autopropulsado de Estados Unidos por algunos años más.[cita requerida]

## Historia

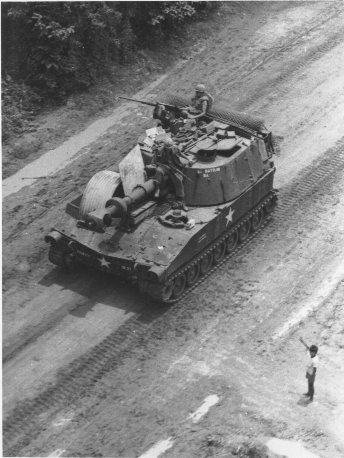
Un M109 en Vietnam.

El M109 era la variante media de un programa estadounidense para adoptar un chasis común para sus unidades de artillería autopropulsada. La versión ligera, el obús M108, fue retirada del servicio durante la guerra de Vietnam, aunque muchos fueron reconstruidos como M109s.
El M109 tuvo su bautismo de fuego en la Guerra de Vietnam. Israel utilizó el M109 en la guerra contra Egipto en 1973 y en las guerras de Líbano de 1982 y 2006. Irán utilizó el M109 en la guerra de Irán-Iraq en los años 80. El M109 vio servicio con el ejército británico, el ejército egipcio y el ejército de Arabia Saudita en la guerra del Golfo de 1991. El M109 vio servicio con el ejército de los EE.UU. en ambas guerras contra Irak (1991 y 2003).
Las mejoras del cañón, munición, sistema de extinción de incendios, supervivencia, y otros sistemas electrónicos durante la vida útil del diseño han ampliado sumamente las capacidades del sistema (véase las variantes). Algunas de estas capacidades incluyen los proyectiles nucleares tácticos, los proyectiles dirigidos lanzados desde el cañón (CLGP o Copperhead), los proyectiles asistidos por cohete (RAP), las minas esparcibles (FASCAM), y municiones convencionales mejoradas (DPICM).

### Armamento

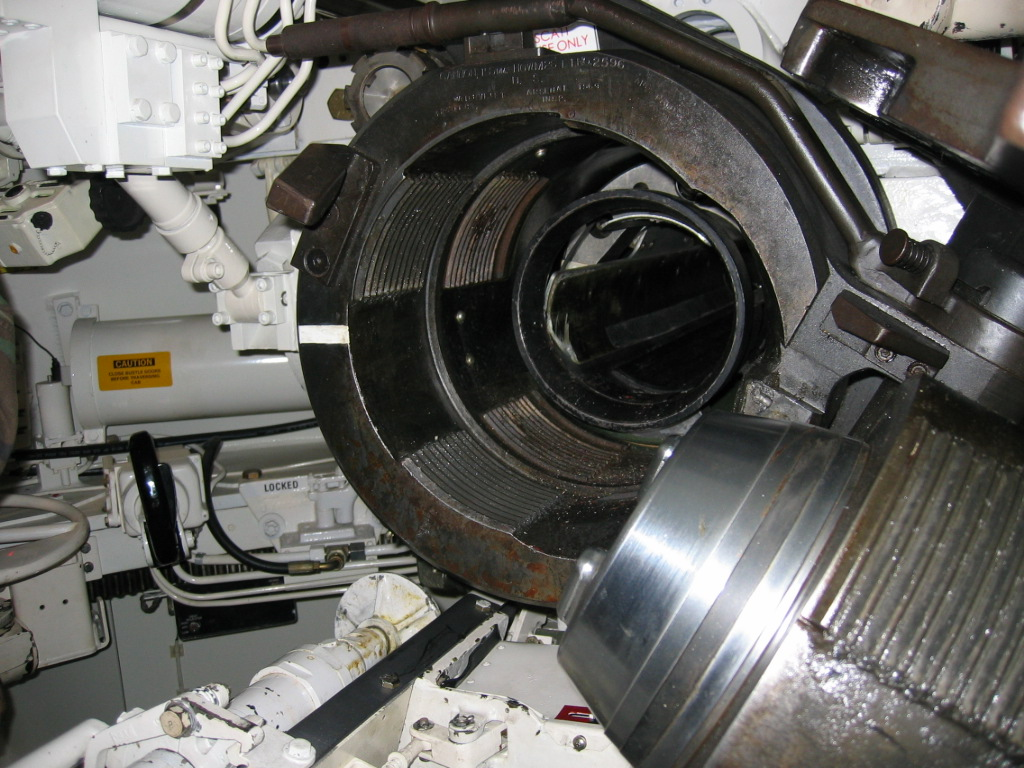
Recámara abierta del obús M284 de un M109A5.

- Primario: obús M126 de 155 milímetros (M109), obús M126A1 de 155 milímetros (A1), obús M185 de 155 milímetros (A2/A3/A4), obús M284 de 155 milímetros (A5/A6)
- Secundario: ametralladora Browning M2 calibre .50 (12,7 mm), lanzagranadas automático Mk 19 MOD 3 de 40 milímetros, ametralladora M60 o M240 de 7,62 milímetros.

## Versiones

### M109
Producido por vez primera en 1963, iba armado con un obús M126/A1 de 155 mm montado en un afuste M127, que podía llevar 28 proyectiles de 155 milímetros. También iba armado con una ametralladora M2HB calibre .50 montada sobre la torreta, con 500 cartuchos calibre .50.
Se reemplazó el obús M126 por el M126A1 con cañón más largo, para obtener un mayor alcance efectivo. Este iba sobre el mismo afuste M127 y transportaba la misma cantidad de munición. Un modelo más reciente, previsto para la exportación, incorporó mejoras más recientes en la nueva serie de producción M109A1. Estos vehículos fueron denominados como M109A1B.

### M109A2
Esta versión incorpora 27 mejoras que aumentan su vida útil. Las más notables son el obús M185 con cañón largo montado en el afuste M178, la protección balística para el telescopio panorámico, bloqueo del mecanismo de rotación mediante contrapeso y la capacidad de montar el dispositivo de alineación M140. La cantidad de munición transportada aumentó de 28 proyectiles de 155 mm a 36, mientras que la cantidad de cartuchos calibre .50 es la misma.

### M109A3/A3B
Son M109A1 y M109A1B reconstruidos al estándar M109A2 respectivamente. Algunos A3 tienen montados tres brazos de contacto, mientras que todos los A2 tienen cinco.

### M109A4
Son M109A2 y M109A3 con mejoras en la protección NBQ (NBC/RAM), así como en la fiabilidad, disponibilidad, y capacidad de mantenimiento por parte de la tripulación, incluyendo purificadores del aire, calentadores y equipos de protección Mission Oriented Protective Posture (MOPP; máscaras antigás, trajes protectores, guantes y botas).
El embrague del mecanismo de rotación del obús en esta versión es hidráulico, en comparación al mecanismo eléctrico de los anteriores M109, teniendo un modo manual en caso de una avería eléctrica. El A4 también agrega un filtro hidráulico adicional, para un total de dos. También incluye una mejora del equipo del arranque del motor, aumentando la capacidad de arranque rápido en casos de emergencia.
La cantidad de munición transportada es la misma que en los modelos anteriores.

### M109A5
Reemplaza el cañón M185 de 155 mm en una montura M178 con un cañón M284 de 155 mm de calibre 39 en una montura M182, lo que le da al A5 un alcance máximo de 22 000 metros con proyectiles sin ayuda y 30 000 metros con proyectiles asistidos por cohetes (RAP) El vehículo puede transportar 36 rondas completas de municiones y tiene un motor de 440 hp en lugar del motor estándar de 405 hp.

### M109A6 "Paladin"

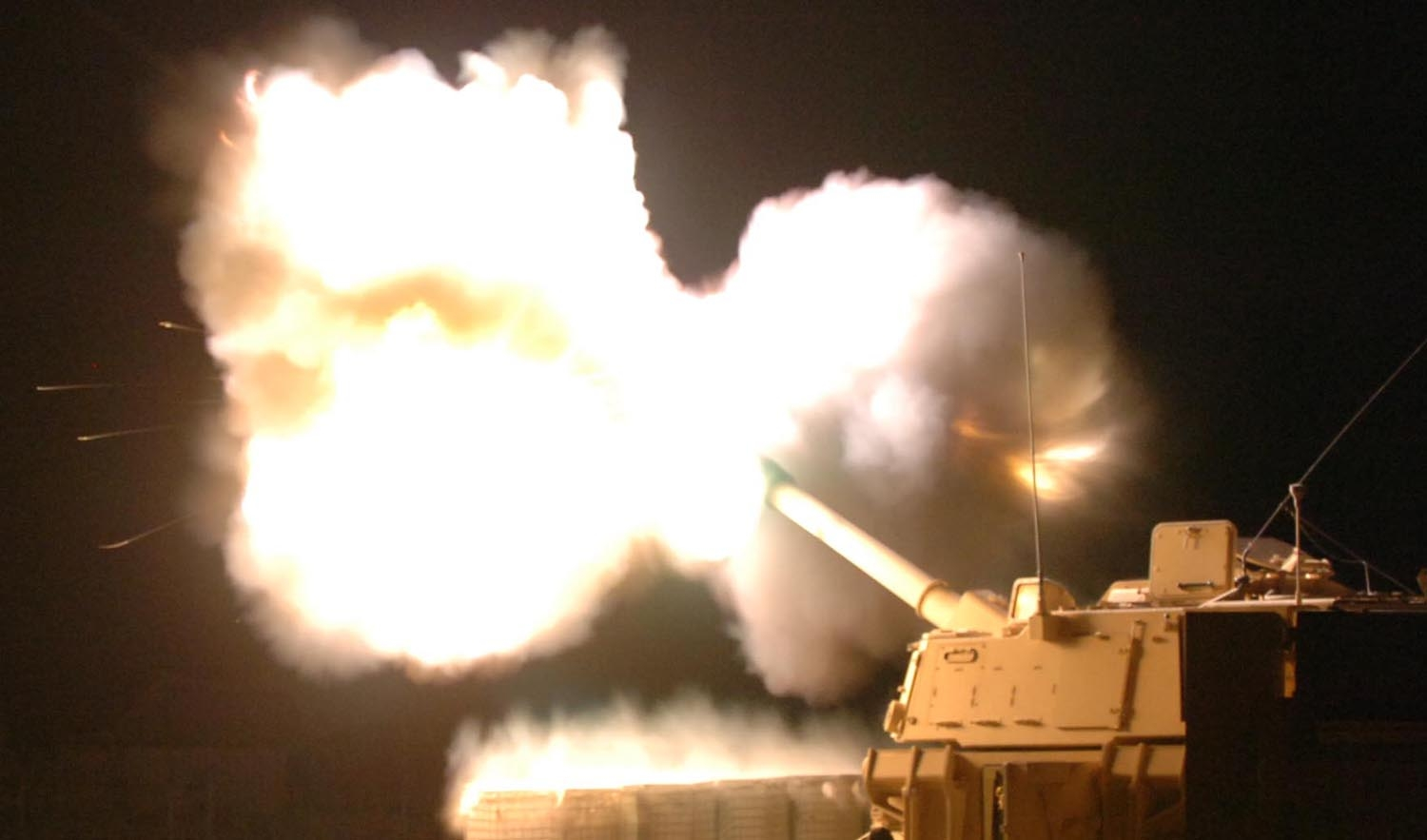
Un M109A6 "Paladin" disparando de noche.

Una mejora general en el área de la supervivencia y del armamento. Esto incluye un mayor blindaje, un rediseño (más seguro) de la disposición del depósito interno de proyectiles y el mecanismo de estiba, una actualización del motor y de la suspensión, así como la mejora del obús M284 y el afuste M182A1. La mayor diferencia es la integración de un sistema de navegación inercial, de sensores que detectan la situación del armamento principal, automatización, y de un sistema de comunicación digital cifrado que utiliza frecuencias controladas por ordenador para evitar ataques electrónicos enemigos y permitir que el obús envíe la localización y la altitud en la rejilla al centro de dirección de fuego (FDC) de la batería.
A su vez, el centro de control de fuego de la batería coordina los disparos a través de un batallón o un FDC de mayor nivel. Esto le permite al Paladin detenerse y abrir fuego en menos de 30 segundos, con una precisión equivalente a la de los modelos anteriores cuando estaban correctamente emplazados, cargados y listos - un proceso que requería varios minutos bajo las mejores circunstancias. Tácticamente, esto mejora la supervivencia de los sistemas al permitir que la batería opere en pares dispersados a través del campo y permitiendo que el obús se movilice rápidamente entre cada disparo, o si es atacado con fuego indirecto, desde el aire, o por tropas enemigas.
A nivel operacional, esta arma representa una mejora dramática en el funcionamiento de la artillería de campo. Esta mejora es quizás tan grande como la de la primera artillería autopropulsada respecto a la anterior artillería remolcada. Esto es porque los obuses no necesitan ocupar posiciones fijas, ahora pudiendo moverse con las tropas que avanzan. Solamente necesitan detenerse cuando se identifica un blanco. Después de disparar hacia el objetivo, el Paladin puede inmediatamente seguir avanzando.
Su capacidad de proyectiles transportados fue aumentada de 36 a 39.

### M109 "KAWEST"

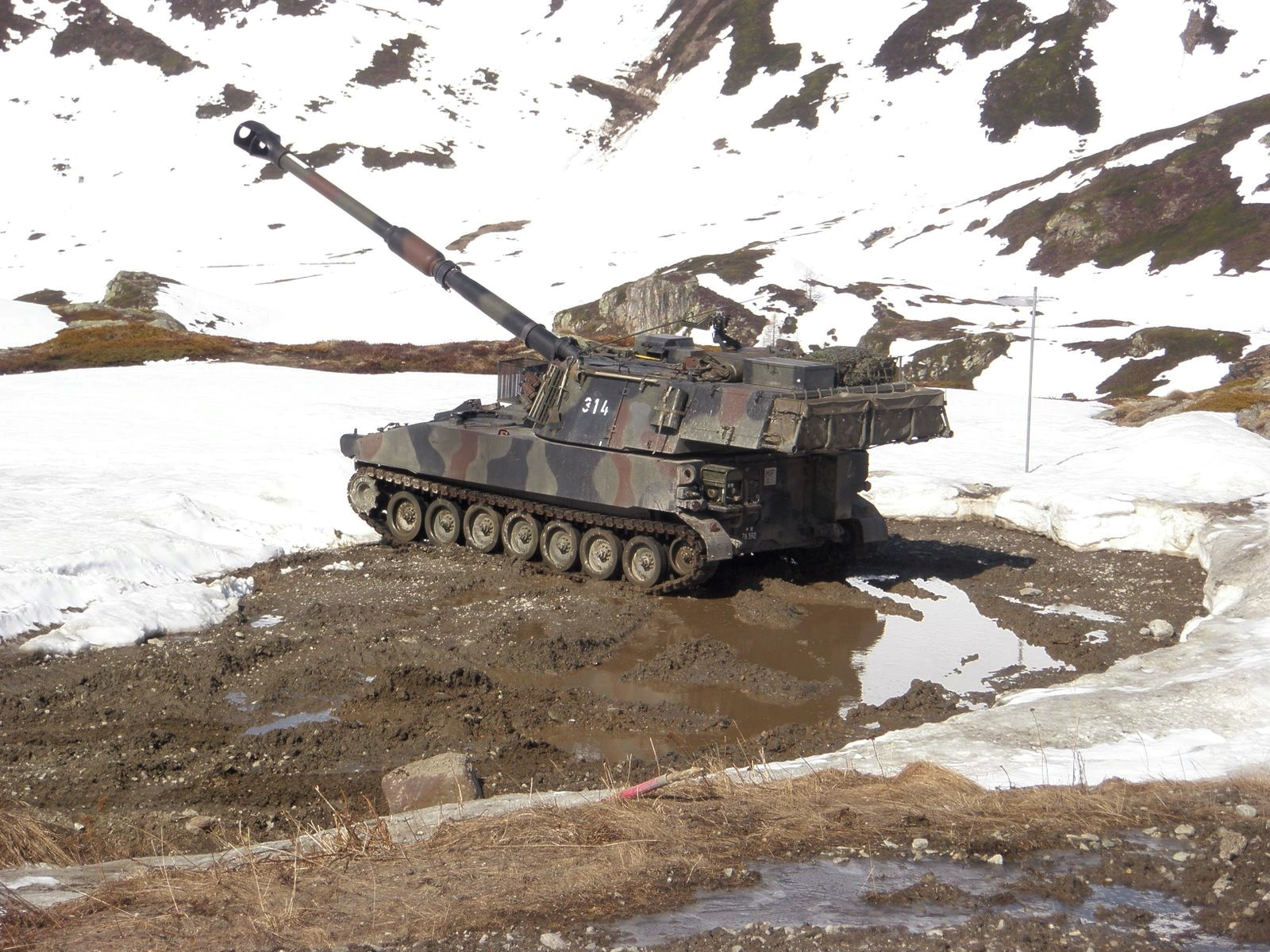
Obús suizo M109 KAWEST en 2009.

La versión suiza mejorada producida por Ruag incorpora un nuevo obús de 155 mm L47 de diseño suizo, con un alcance incrementado hasta 36 km. El obús L47 de 155 mm deriva del Bison suizo y su sistema de navegación inercial, con una nueva disposición y un depósito de munición con mayor capacidad. El KAWEST (Kampfwertsteigerung; literalmente, actualización de capacidades combativas en alemán) solamente necesita una tripulación de 6 hombres en lugar de ocho, siendo capaz de disparar salvas de tres proyectiles en 15 segundos o de mantener una cadencia de más de un proyectil por minuto. Entre sus modificaciones técnicas figuran: alcance aumentado hasta 27 km, mayor cadencia de disparo (3 proyectiles en 15 segundos), mayor capacidad de munición (40 proyectiles y 64 cargas propulsoras). Su nuevo sistema eléctrico aumenta la fiabilidad (es mejor que el Mil STD 1245A, tiene una mayor capacidad operativa, un mayor tiempo entre fallas y rápida detección de estas mediante aparatos de prueba). Tiene incorporado un sistema de navegación inercial y de posicionamiento, una mayor movilidad, capacidad para operaciones diurnas/nocturnas, un efectivo sistema automatizado de detección y apagado de incendios, así como protección contra radiación nuclear y pulso electromagnético. Se camufla mediante su diseño esquemático estándar y con redes de camuflaje. Los PzHb (Panzerhaubitze) 79 y 88 (M109A1) suizos mejorados, son conocidos respectivamente como PzHb 79/95 y PzHb 88/95.
En el 2006 Chile compró 24 M109 "KAWEST" a Suiza y en el 2009 12 M109A3 y 12 M109A5 a Estados Unidos, totalizando 48 obuses M109, además se ha confirmado la compra de 24 obuses adicionales que serán adquiridos a Suiza, con el fin de completar 3 divisiones de infantería blindadas y mecanizadas. Inicialmente se pensó en la adquisición del Panzerhaubitze 2000 al ejército alemán debido a la modernidad de estos equipos aunque finalmente se optó los M109 debido a que estos últimos se ofrecieron a un precio mucho menor, además un estudio mostró que los Panzerhaubitze 2000 presentaron algunos problemas mientras prestaban servicio en el desierto de Irak puesto que estos no fueron diseñados para escenarios desérticos, siendo esto una grave desventaja puesto que en el citado país se pretende el desplegar a los M109 a las compañías mecanizadas de Arica, Iquique y Antofagasta.

### M109A7

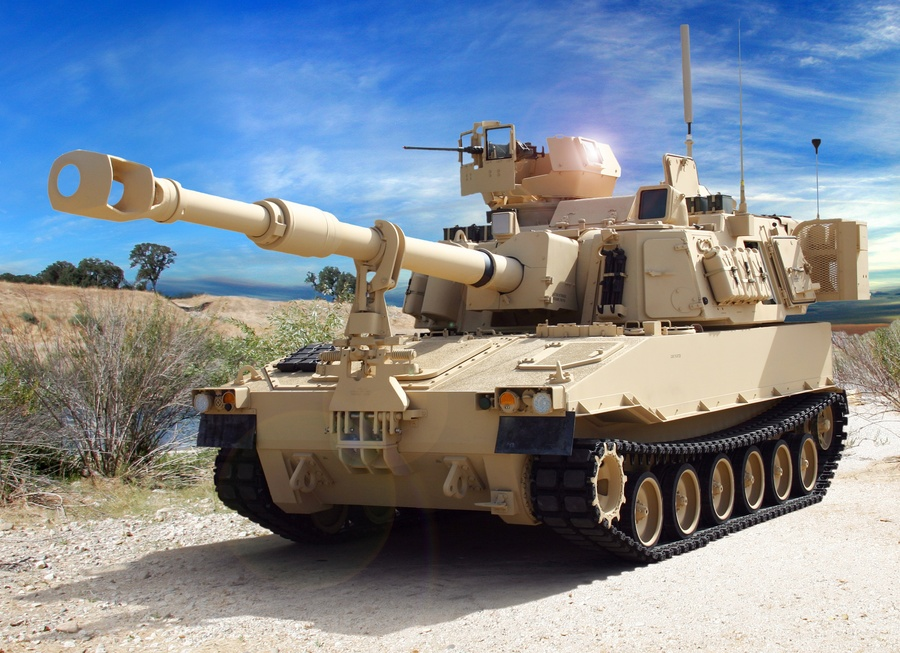
Prototipo de un M109A7
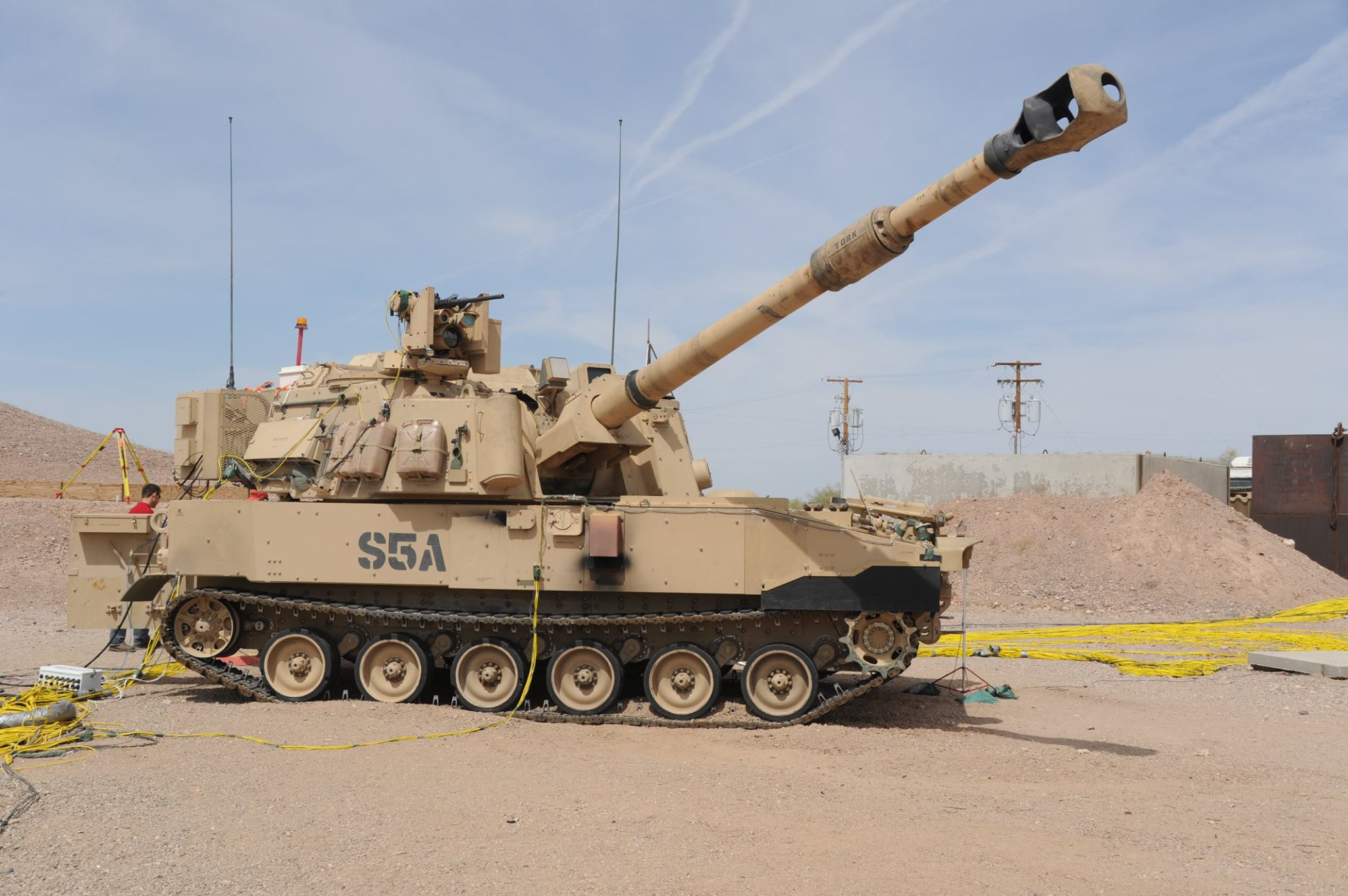
M109A7 155 mm SPH en pruebas en Yuma Proving Ground, Arizona

La versión más moderna de M109 para el servicio en EE. UU. es la M109A7, anteriormente conocida como M109A6 Paladin Integrated Management (PIM). El M109A7 comparte componentes de chasis comunes con el Bradley , como el motor, la transmisión y las orugas. Esto crea similitudes con otros sistemas y maximiza el ahorro de costos en producción, inventario de piezas y personal de mantenimiento. Los sistemas de energía a bordo del M109A7 aprovechan las tecnologías desarrolladas originalmente para el cañón sin línea de visión.; el accionamiento eléctrico es más rápido que el sistema hidráulico anterior, y el vibroapisonador automático embiste de forma más consistente el proyectil en el arma para lograr velocidades constantes y una mayor precisión. Cuenta con un sistema de alimentación a bordo de 600 voltios para acomodar armaduras adicionales y futuras tecnologías de redes a medida que estén listas. El M109A7 puede mantener una velocidad de disparo de una ronda por minuto y una velocidad máxima de disparo de cuatro rondas por minuto. Con un peso de 35 000 kg, el M109A7 es 4500 kg más pesado que su predecesor y tiene la capacidad de crecer hasta 50 000 kg. Incluso con el aumento de peso, el M109A7 puede viajar más rápido que las versiones anteriores a 38 mph (61 km/h) y es más maniobrable que un BFV.
Los prototipos del vehículo se sometieron a pruebas gubernamentales en preparación para una decisión de producción inicial de baja tasa (LRIP). Las pruebas incluyeron RAM, misión y pruebas balísticas de casco y torreta. El M109A7 estaba programado para comenzar el LRIP en 2013. El ejército de los EE. UU. Planeaba adquirir una flota de 580 juegos de obuses M109A7 y vehículos de apoyo de municiones de artillería de campo (FAASV) M992A3.

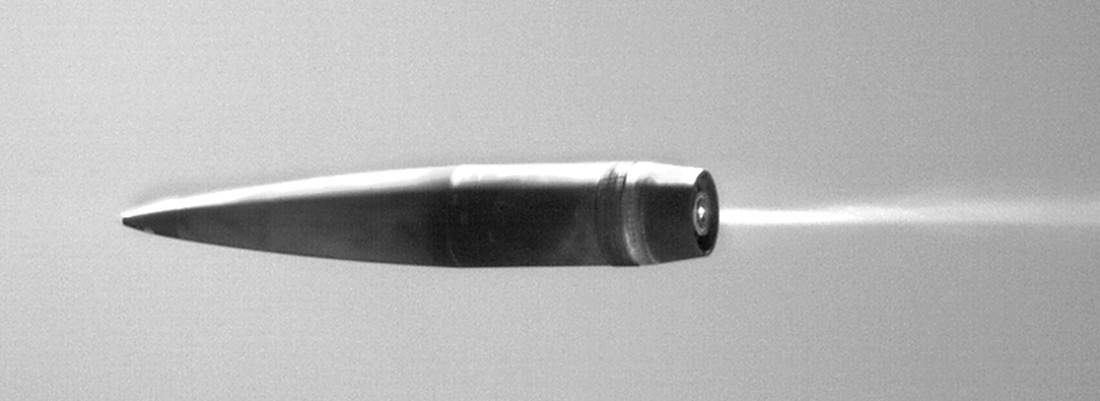
Un proyectil de artillería de alcance extendido º, en una demostración de alcance, utiliza un motor asistido por cohete

En octubre de 2013, la Junta de Adquisiciones de Defensa aprobó la decisión de iniciar la producción del M109A7. El presupuesto del año fiscal 2014 requería $340,8 millones en fondos de Paladin, que serían dos docenas de juegos de vehículos a $14,4 millones por vehículo. El Ejército planea comprar 133 vehículos en 66 juegos de medio vehículo a partir de 2014, aunque un obús M109A7 y dos portadores de municiones M992A3 de apoyo serán destruidos durante las pruebas. Una decisión de Full-Rate Production (FRP) planeada para febrero de 2017. El 31 de octubre de 2013, BAE recibió un contrato de $668 millones para comenzar el LRIP del M109A7. Los primeros vehículos M109A6 y M992A2 se desmontaron y volvieron a montar según los estándares M109A7 y M992A3 como parte del LRIP a partir del verano de 2014. Las entregas de LRIP comenzaron en abril de 201. El contrato de FRP se firmó en diciembre de 2017 con 48 vehículos programados para la construcción. El ejército planea actualizar 689 Paladins al estándar A7.
El Ejército busca aumentar las capacidades del M109A7. Al introducir el nuevo proyectil asistido por cohete (RAP) XM1113, puede alcanzar los 40 km (25 millas) desde el cañón actual de calibre 39, y una extensión planificada del cañón al calibre 58 puede aumentar su alcance a 70 km (43 millas). Una mejora adicional de XM1113 sobre la ronda RAP heredada es el reemplazo del alto explosivo, TNT, con una munición insensible que es menos volátil y menos propensa a la detonación no planificada. El Ejército también está trabajando en un cargador automático para aumentar la velocidad de disparo sostenida a 6-10 rondas por minuto. Otra parte del esfuerzo es el uso de un nuevo propulsor supercargado para disparar los proyectiles, lo que requirió rediseñar el obús para manejar presiones más altas. Estas mejoras se están desarrollando bajo el programa de Artillería de Cañón de Alcance Extendido (ERCA), que mejoran tanto el diseño que fue redesignado como M1299; se planea que un batallón de vehículos comience una evaluación operativa de un año en 2023, y se planea que el cargador automático esté listo en 2025.

## Usuarios

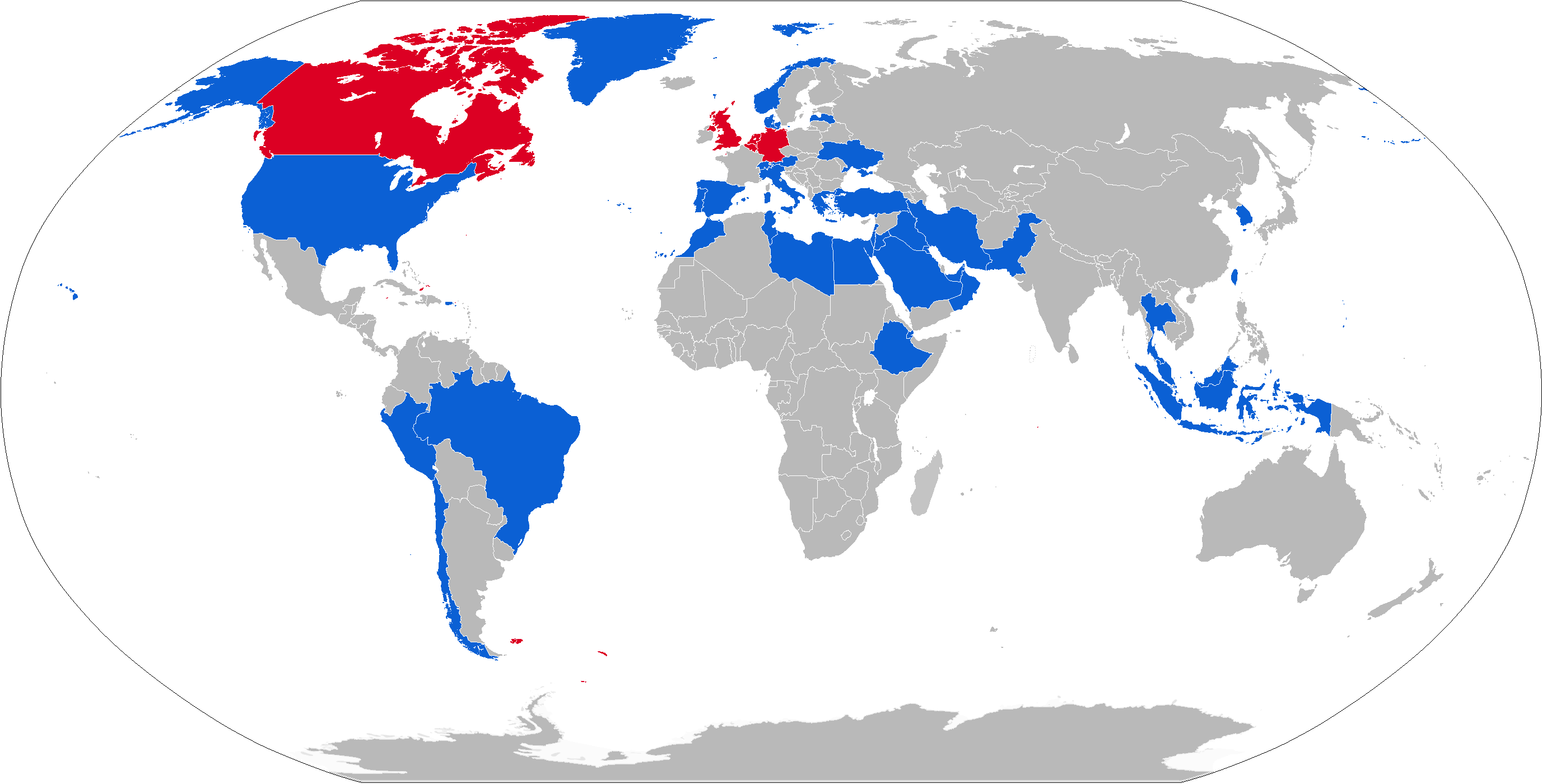
Usuarios del M109; en azul los actuales y en rojo los retirados.

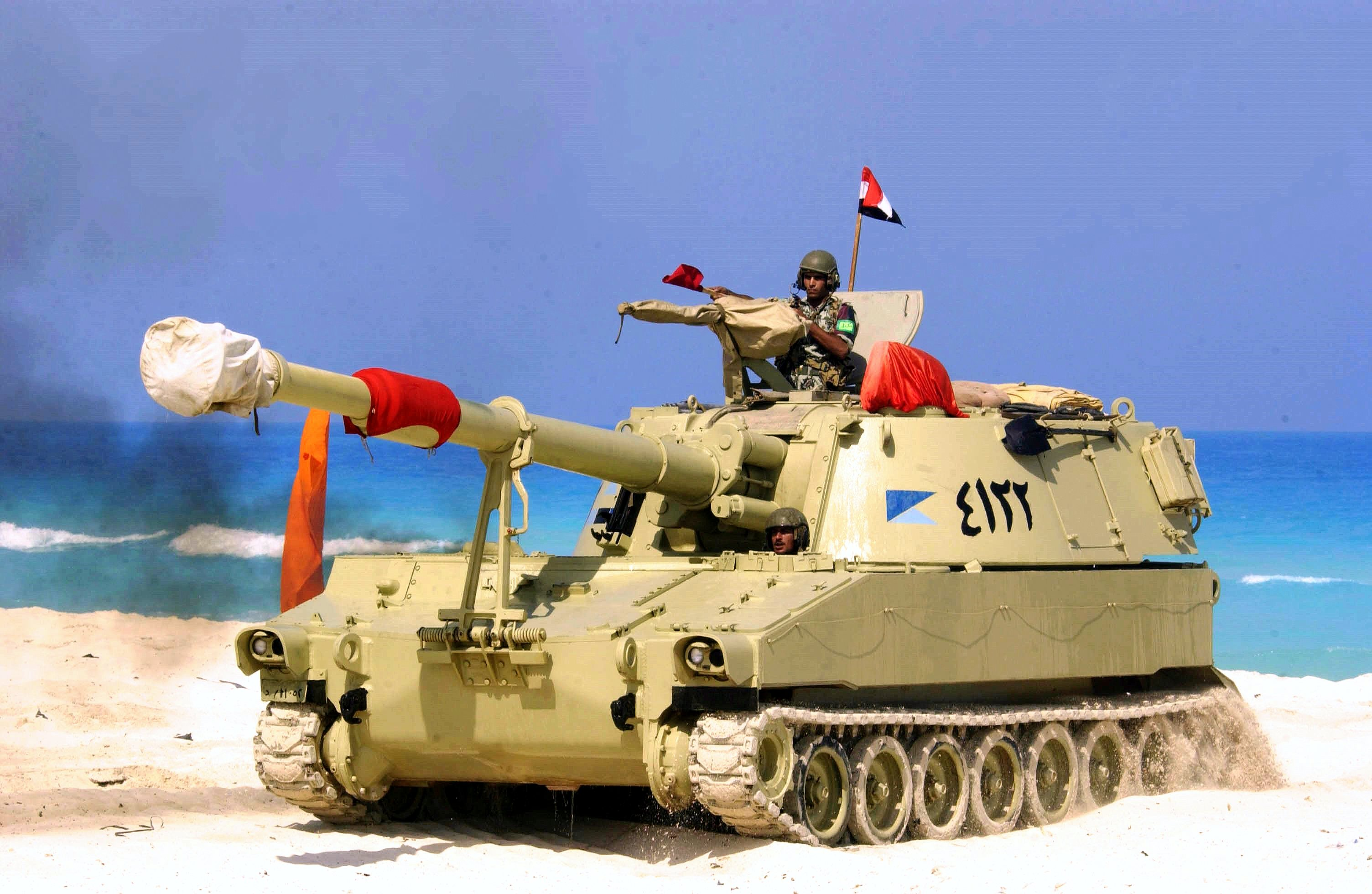
M109 egipcio durante la Operación Bright Star.

### Actuales

#### M109
- Libia[14]
- Turquía[15]

#### M109A1
- Yibuti: 10.
- Perú 12
- Etiopía: 17.
- Grecia: 51 A1B.
- Irán: 390.
- Kuwait: 5 A1B.
- Marruecos: 44 M109A1B.
- Omán: 15 A0.
- Suiza: 224 (mejorados a M109 KAWEST).[16]
- EAU: 40 (procedentes de Suiza).[17]

#### M109A2/A3

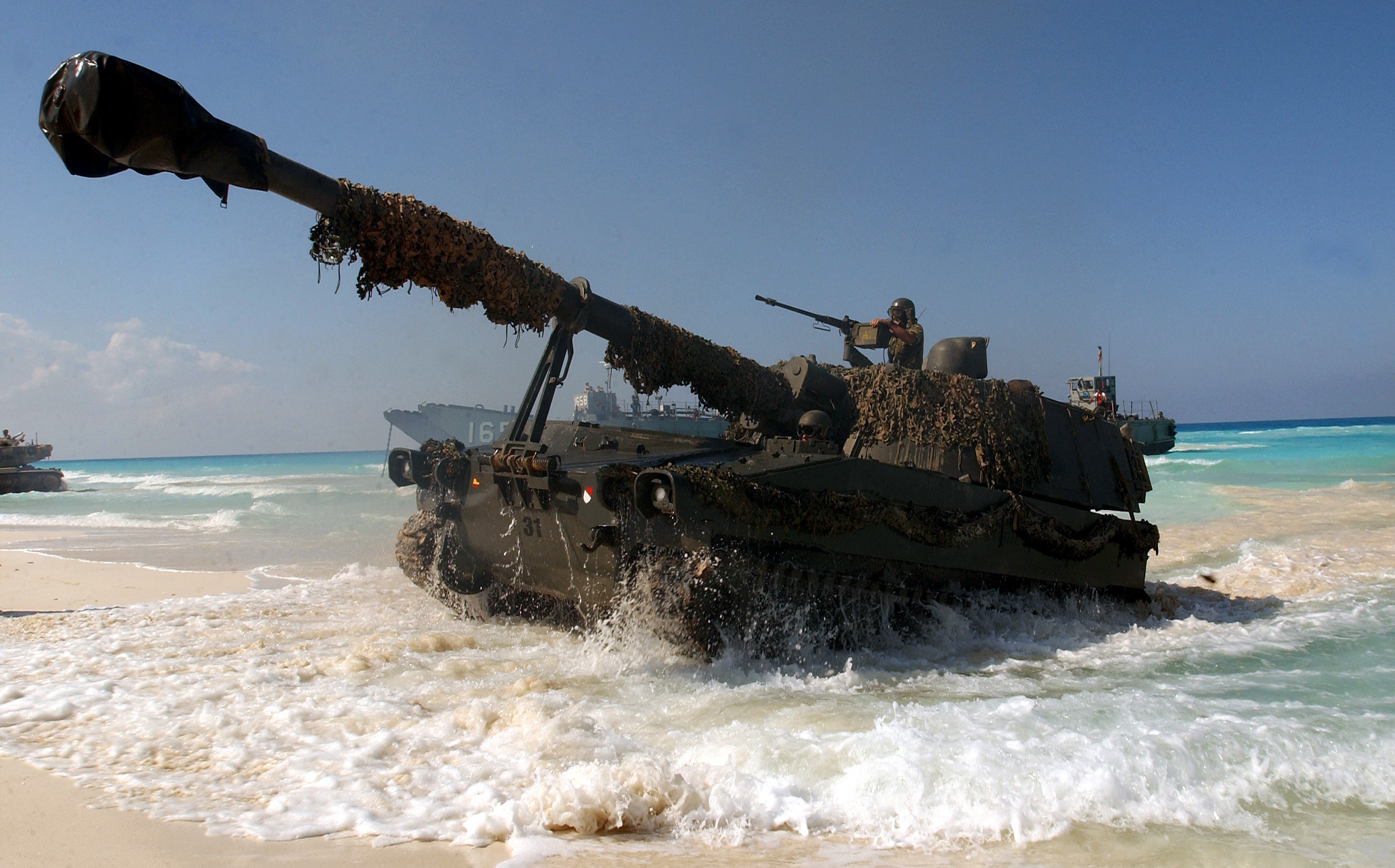
Un M109A2 de la Infantería de Marina española.

- Brasil: 40 A3 del Ejército brasileño (procedentes de Bélgica).
- Dinamarca: 2-6 (mejorados a M109 A3DK, inicialmente había 24)[18]
- Grecia: 84 A2, 50 A3GEA1 y 223 A3GEA2[19]
- Egipto: 400 A2.
- Italia: 221 M109L (de calibre 155mm/39).[20]
- Jordania: 356 A2/A2-90 (los 121 M109A2-90 adquiridos del inventario de Países Bajos).
- Líbano: 12 A3 + 22 TBD.
- Marruecos: 78 M109A2, 22 M109A3 y 40 M-109L47.
- Noruega: 14 M109A3GNM.
- Pakistán: 150+ A2 en servicio en el Ejército pakistaní. Mejorados a la variante M109A5.[21][22]
- Portugal: 6 A2 desde 1981 en el Ejército portugués. Actualmente han sido retirados del servicio activo para ser utilizados de entrenamiento y pruebas.[23]
- Arabia Saudita: 60 A2s mejorados a la variante A5s en 2010.
- España: 6 M109A2 de la Infantería de Marina española.[24]
- Túnez: 19-20 A2.

#### M109A2/A5
- Austria: 80 A2/A5Ö.
- República de China: 225.

#### M109A4
- Bélgica: 64 A4BE.
- Marruecos: 4 M109A4.

#### M109A5

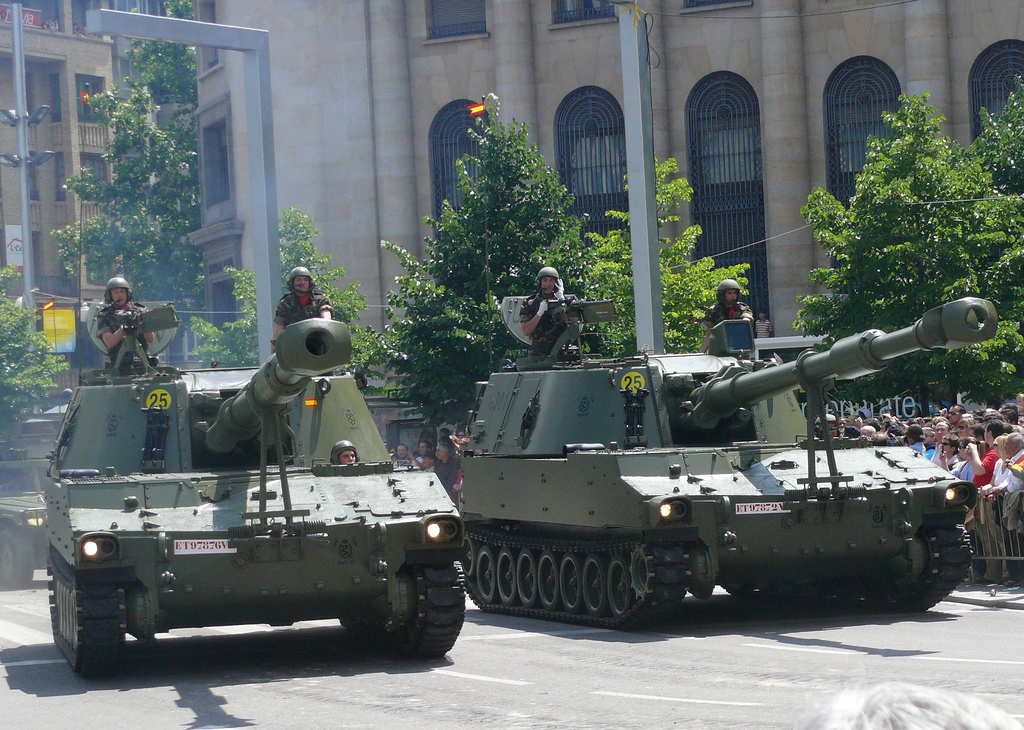
Dos M-109A5E del Ejército de Tierra español.

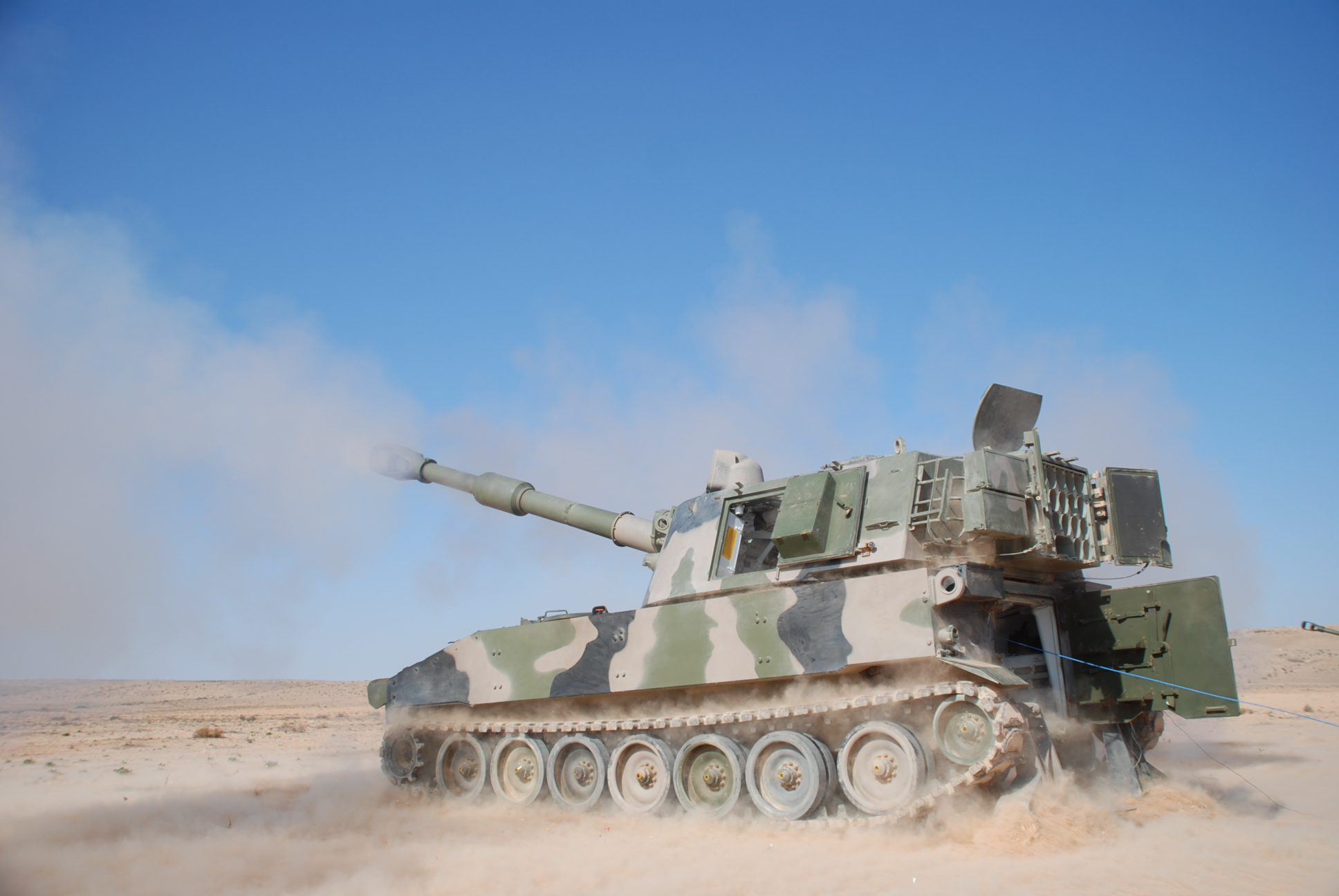
Un M109A5 marroquí en 2012.

- Brasil: 96 A5/A5+ más 56 excedentes del Ejército de EE.UU., que se actualizarán a A5+, contrato otorgado a BAE Systems.[25][26]
- Chile: 48 (24 procedentes de Suiza y mejorados a M-109 KAWEST)[17] 24 A5+ de configuración similar a la Paladin.[27]
- Egipto: 201.
- Arabia Saudita: 36.
- Irak: 24.
- Israel: 600.
- Pakistán: 115.[21][28]
- Portugal: 18 desde 2002 en el Ejército portugués. 14 de ellos son M109A2/A3 mejorados a la variante A5. Esta variante remplazó a los 6 M109A2 operados por el Ejército portugués.[29]
- Tailandia: 20.
- Grecia: 12.
- España: 96 M109A5 en el Ejército de Tierra español.[30]
- Marruecos: 60.

#### M109A6 Paladin

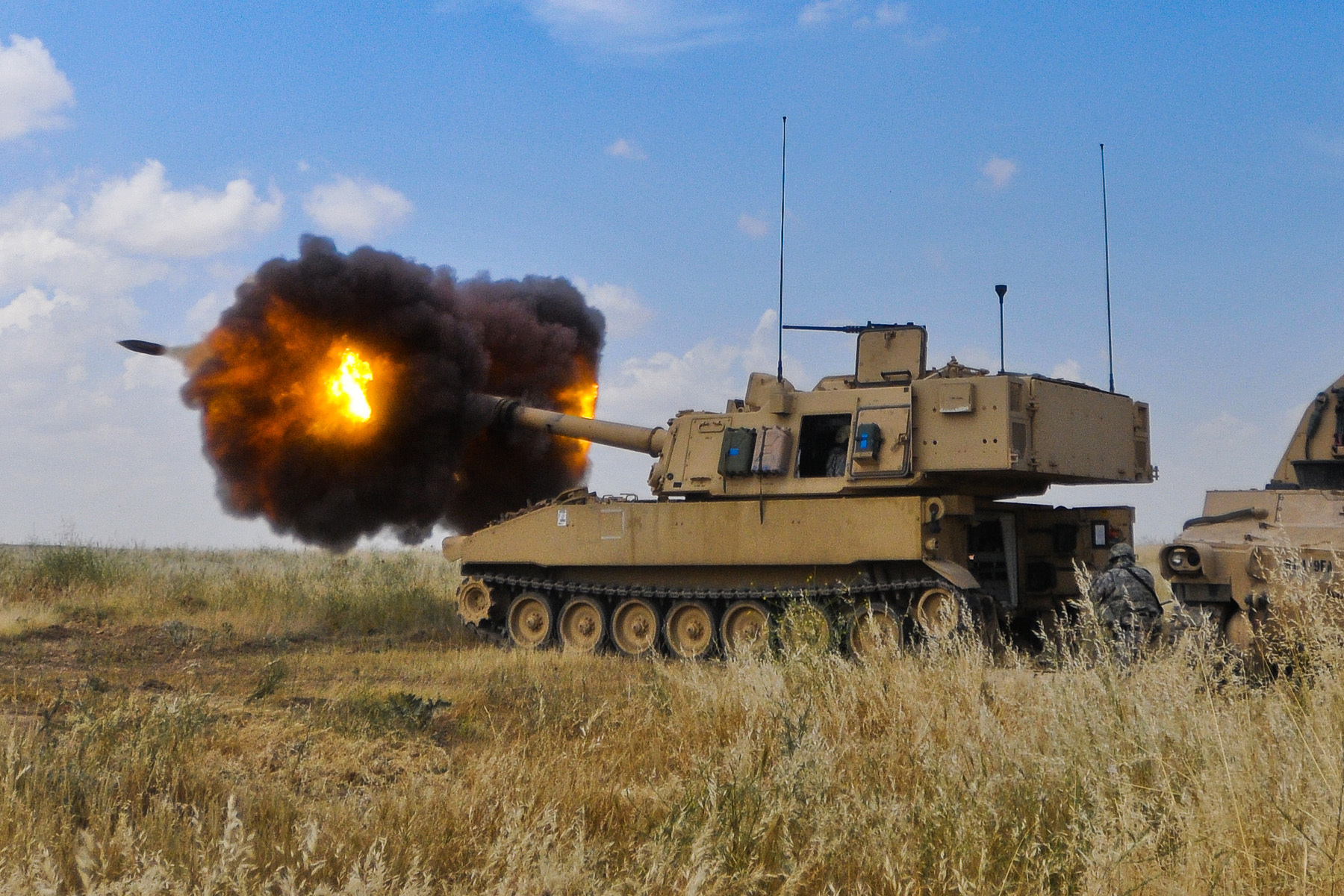
M109A6 disparando en un campo de prácticas.

- Estados Unidos: 929.
- Malasia: 30.[31][32]

#### K55/K55A1
- Corea del Sur: 1,040 K55 (basados en el M109A2) / K55A1(tecnología del K-9).

### Antiguos

#### M109A2/A3
- Bélgica: 127 A2, de los cuales 64 fueron mejorados a la variante -A4BE. Todos ellos fueron retirados y algunos vendidos a otros países.
- Alemania: 570 A3GE A1/A2, retirados en 2007 y reemplazados por el PzH 2000.
- Países Bajos: 126 A2/90 reemplazados por el PzH 2000.
- Reino Unido: 140+ entrados en servicio en 1965, mejorados a las variantes -A1 y -A2, y vendidos a Austria en 1994.

#### M109A4
- Canadá: 76 A4B+[33] retirados del Ejército canadiense en 2005, y usado entre 1967 y 2005. Todos ellos fueron modernizados a la variante M109A4B+ SPH en 1980.[34]

### Desarrollos relacionados
- Obús autopropulsado M108
- Obús autopropulsado M110

### Vehículos similares
- TAM VCA
- PZH-2000
- Joya SAA-1
- Obús autopropulsado NLOS
- AMX MK F3
- Sholef.
- K-9 Thunder
- Tipo 75
 Tipo 99
- AHS Krab
- AS-90 Braveheart
- 2S19 Msta
- T-155 Fırtına
- SSPH Primus
- G6 Rhino

### Listas relacionadas
- Anexo:Materiales del Ejército de Tierra de España
- Anexo:Materiales de la Infantería de Marina Española